# Montreux Festival
Montreux Festival — живий альбом Альберта Кінга, Чико Гемільтона і Літтл Мілтона, випищений лейблом Stax Records в 1974 році. Альбом був записаний 1 липня 1973 року під час джазового фестивалю в Монтре.

## Список композицій
1. «In View» (Баррі Фіннерті) — 12:20
2. «Let Me Down Easy» (Моріс Доллісон) — 6:35
3. «We're Gonna Make It» (Джин Бардж/Біллі Дейвіс/Рейнард Майнер/Кліфтон Вільям Сміт) — 3:17
4. «Don't Make No Sense» (Кліфтон Вільям Сміт) — 7:06
5. «Stormy Monday» (Ті-Боун Вокер) — 5:27
6. «For the Love of a Woman» (Дон Нікс) — 4:27

## Учасники запису
- Альберт Кінг — гітара, вокал
- Літтл Мілтон — гітара, вокал
- Дональд Кінсі — гітара
- Баррі Фіннерті — гітара
- Джером Хейз — гітара
- Рік Вотсон — тенор саксофон
- Вейн Престон — тенор саксофон
- Джон Полк — тенор саксофон
- Арні Лоуренс, Алекс Фостер — альт саксофон
- Норвіл Ходжес — труба
- Вілбур Томпсон — труба
- Герберт Дж. Вільямс — труба
- Джеймс Вашингтон — орган
- Білл Ренні — бас
- Майк Річмонд — бас
- Джо Тернер — бас
- Сем Кінг, Калеп Емпфері, Чико Гемільтон — ударні